# 玉置浩二
玉置浩二（日语：／ Tamaki Koji，1958年9月13日—），日本男歌手、演員，搖滾樂團「安全地帶」主唱。北海道旭川市神居町出身，身高177公分、血型A型。所屬經紀公司為Sony Music Records自主品牌Saltmoderate。

## 簡歷
1980年代作為流行搖滾樂團「安全地帶」的主唱崛起，玉置浩二為該團主要的作曲者。不論是以安全地帶或是個人身分發表的作品，在華語樂壇如香港、台灣等地皆受到相當程度的喜愛，並且擁有高度的評價，自1984年開始多次被香港、台灣的歌手翻唱發表，尤在1980年代末最為普遍，在歌曲數量（50首以上）及改中文詞量（接近100首）上都是皆成為日本男歌手中最多。其中譚詠麟《酒紅色的心》（1984年）、蔡楓華《月蝕》（酒紅色的心及月蝕改編自同一首歌）、李克勤的《夏日之神話》（1988年）、《藍月亮》（1989年）、《一千零一夜》（1990年）、黎明《一夜傾情》、張國榮《拒絕再玩》、杜麗莎《再見悲哀》、陳百強《冷風中》、《細想》 、陳慧嫻《痴情意外》（1986年）、《冰點》（1989年）及張學友的《月半彎》（1985年）、《李香蘭》、《沉默的眼睛》、《花花公子》、譚耀文《唯有醉鄉路直》都是非常具有代表性的粵語翻唱作品。
玉置浩二曾以安全地帶及個人身分赴香港演唱，單曲《熱視線》的拍攝地點即是在香港；而另一支單曲「《戀愛的預感》（恋の予感）」，即陳百強《冷風中》和黎明《一夜傾情》原版。
在个人生活方面，曾先后离过3次婚，与演艺圈外的普通女性、女演员药师丸博子以及键盘乐手安藤里子都有过婚姻经历。
2009年2月25日，曾与女演员石原真理提出结婚申请，但未获登记。同年9月，流出了有关二人关系破裂的报道。
玉置现在的妻子是女艺人青田典子。

## 音樂事業
1973－1993
1973年組成流行搖滾樂團「安全地帯」。1981年以井上陽水伴奏樂團的身份，赴東京發展並於次年正式出道。後以「酒紅色的心（ワインレッドの心）」「戀愛的預感（恋の予感）」「向悲傷說再見（悲しみにさよなら）」等多支單曲走紅。1986年以電影「普魯士藍的肖像（プルシアンブルーの肖像）」首度挑戰戲劇演出。1987年發行第一支個人單曲「All I Do」。1993年「安全地帯」解散後，專心發展個人演藝事業，曾參與為慈善募款而成立的音樂團體「USED TO BE A CHILD」。
百萬金曲「田園」
1996年，玉置浩二為自己擔任主角的電視連續劇「教練（コーチ）」所編寫的主題曲「田園」大受歡迎、因而受邀於當年年末的紅白歌唱大賽演出。但伴奏並不是採用原本合作的樂團、而是當時同屬於Sony Music Entertainment唱片公司的樂團TOKIO，在歌詞頻頻出錯的情況下收視率卻仍然高達59.9%、創下歌手類別的最高收視率紀錄。雖然1996年依日本公信榜的調查「田園」的銷售紀錄為92.4萬張、但在紅白歌唱大賽的演出播放之後，銷售量又再度攀升。結果「田園」一曲成為玉置浩二個人及團體作品當中，第一張銷售量突破百萬張的歌曲。
1997－
1998年與女星藥師丸博子離婚後，移居至長野縣輕井澤，簽屬的唱片公司也轉為BMG FUN HOUSE。2002年，簽屬唱片公司再度轉回Sony Music Entertainment，「安全地帶」也在活動中止約十年後再度展開活動。2004年，因開設個人經紀公司而再度停止「安全地帯」活動，專心發展個人事業。
2008
2008年停止所有活動，為其急性胰腺炎養病。
2010
「安全地帯」恢復音樂活動，3月推出新單曲。其後更舉辦巡迴演唱會「完全復活」。
2013
「安全地帶」30週年台北演唱會。 (2013 年9月28日台大體育館)
2017
安全地帶在12月9日晚假香港亞洲國際博覽館舉行出道35周年紀念演唱會，吸引約8,000名港日樂迷入場支持。